# Pobiedîne, Krasnohvardiiske
Pobiedîne (în ucraineană Побєдине) este un sat în comuna Kalinine din raionul Krasnohvardiiske, Republica Autonomă Crimeea, Ucraina.

## Demografie
Componența lingvistică a localității Pobiedîne
     Rusă (53,23%)
     Ucraineană (27,82%)
     Tătară crimeeană (12,9%)
     Belarusă (5,65%)
Conform recensământului din 2001, majoritatea populației localității Pobiedîne era vorbitoare de rusă (53,23%), existând în minoritate și vorbitori de ucraineană (27,82%), tătară crimeeană (12,9%) și belarusă (5,65%).